# Урожайне (Ровеньківський район)
Урожайне — селище в Україні, в Хрустальненській міській громаді Ровеньківського району Луганської області. Населення становить 15 осіб. Орган місцевого самоврядування — Краснокутська селищна рада.

## Географія
Географічні координати: 48°14' пн. ш. 38°50' сх. д. Часовий пояс — UTC+2. Загальна площа селища — 0,225 км².
Селище розташоване за 50 км від Антрацита. Найближча залізнична станція — Петровеньки, за 10 км.

## Історія
Засноване селище 1933 року.

## Населення
За даними перепису 2001 року населення селища становило 15 осіб, з них 40% зазначили рідною українську мову, а 60% — російську.